# Raimane Daou
Raimane Daou (* 20. November 2004 in Dzaoudzi) ist ein komorisch-französischer Fußballspieler, der bei Olympique Marseille unter Vertrag steht.

## Karriere

### Verein
Daou begann seine fußballerische Ausbildung beim FC Septèmes und beim FC Marignane Gignac. Anschließend wechselte er im Sommer 2021 in die Jugendakademie von Olympique Marseille. In der Saison 2021/22 kam er neben Einsätzen im Juniorenbereich auch schon zu einem Spiel für die viertklassige Zweitmannschaft. 2022/23 war er Stammspieler bei der zweiten Mannschaft und spielte auch in der UEFA Youth League fünf von sechs Spielen für die A-Junioren. Anfang April 2024 stand er das erste Mal in der UEFA Europa League im Kader der Profimannschaft. Im Rückspiel jenes Viertelfinals gegen Benfica Lissabon wurde er in der Verlängerung eingewechselt und debütierte somit für OM, welches das Spiel im Elfmeterschießen gewann. Wenige Tage darauf wurde er bei einem 2:2-Unentschieden gegen den FC Toulouse in der Ligue 1 ebenfalls eingewechselt und gab somit sein Ligadebüt. In der restlichen Saison 2023/24 gehörte er zwar mehrfach zum Spieltagskader der Profimannschaft, blieb jedoch ohne weiteren Einsatz. In der Spielzeit 2024/25 wurde er nicht mehr für das Erstligateam berücksichtigt und kam stattdessen in 15 Partien der zweiten Mannschaft zum Einsatz.

### Nationalmannschaft
Mitte des Jahres 2022 spielte er mit dem U20-Team der Komoren beim Maurice Revello Turnier und lief insgesamt viermal auf.
Nachdem er im September 2023 bereits einmal auf der Bank saß, debütierte er am 17. November 2023 nach später Einwechslung bei einem 4:2-Sieg über die Zentralafrikanische Republik in der WM-Qualifikation.